# 山上曹源
山上 曹源（やまがみ そうげん、1878年10月12日 - 1957年3月21日）は、日本の仏教学者、曹洞宗の僧侶。第13代駒澤大学学長、駒澤学園創立者。号は霊岳。別名、天川（てんせん）。

## 来歴
佐賀県藤津郡能古見村（現・鹿島市）大野生まれ。1889年嬉野市永寿寺で出家得度。曹洞宗第一中学林（現・世田谷学園）、1906年（明治39年）曹洞宗大学（現・駒澤大学）卒業。同年11月曹洞宗海外研究生としてインド、セイロン(スリランカ)に留学。1907年よりインド・カルカッタ大学大学院で梵語（サンスクリット）、インド宗教、インド哲学、インド文学を研究。1910年同大学で仏教思想系統論を講じる。1913年（大正2年）帰国。1914年、曹洞宗大学教授。1918年学監兼教授、1927年（昭和3年）駒沢高等女学院（現・駒沢女子大学）・駒沢家政女学校校長を歴任。1933年（昭和9）埼玉県川越市の蓮光寺住職。
1943年（昭和18年）駒澤大学学長に就任（1945年12月まで）。著書に「仏教思想系統論」(英文)、訳書に「ミリンダ王問経」、「国訳大蔵経」編纂など。
1957年（昭和32）自宅にて逝去、享年80歳。

## 著書
- 「国立国会図書館サーチ」を参照

### 論文
- CiNii>山上曹源